# Паспорт громадянина Болгарії
Паспорт громадянина Болгарії — документ, що видається громадянам Болгарії для здійснення поїздок за кордон. Також паспорт може бути підтвердженням болгарського громадянства. Міністерство внутрішніх справ є відповідальним за видачу та оновлення паспортів. Громадяни Болгарії є також громадянами Європейського Союзу, тому в межах Союзу, а також в країнах Шенгенської угоди, Албанії, Боснії і Герцеговині, Хорватії, Чорногорії та Македонії можуть подорожувати використовуючи лише національну ID-картку. Існують звичайні, службові та дипломатичні паспорти. Звичайні болгарські паспорти видаються на термін 5 років.

## Галерея історичних зображень

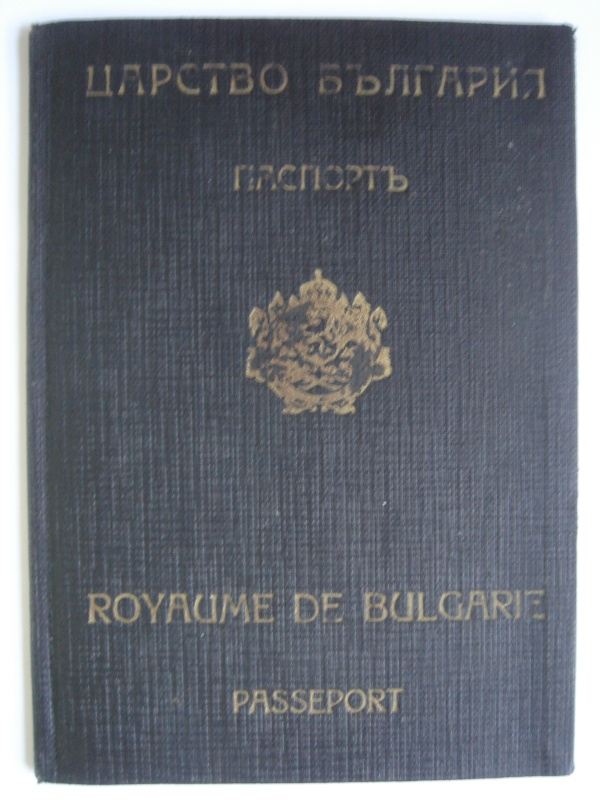
паспортів Болгарське царство близько 1944 паспортів
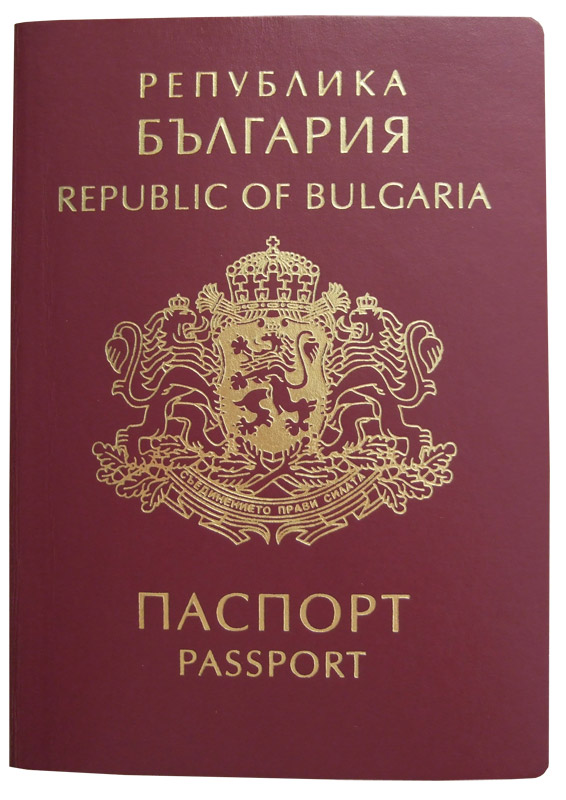
Болгарський паспорт до вступу в ЄС (1999 - 2009)

| Прапор Болгарії | Це незавершена стаття про Болгарію. Ви можете допомогти проєкту, виправивши або дописавши її. |